# NGC 3960
NGC 3960 ist die Bezeichnung für einen offenen Sternhaufen im Sternbild Zentaur. NGC 3960 hat einen Durchmesser von 7 Bogenminuten und eine Helligkeit von 8,3 mag. Das Objekt wurde am 30. April 1826 von James Dunlop entdeckt.